# Dominique Rey
Dominique Jean Marie Rey (Saint-Étienne, 21 settembre 1952) è un vescovo cattolico francese, dal 7 gennaio 2025 vescovo emerito di Fréjus-Tolone.

## Biografia
È nato a Saint-Étienne nel 1952.

### Formazione e ministero sacerdotale
Ha svolto gli studi primari e secondari a Saint-Étienne. Ha conseguito quindi un master in economia politica a Lione e un dottorato in economia tributaria a Clermont-Ferrand.
Dal 1976 al 1979 lavora presso la Direzione generale delle imposte del Ministero delle finanze e presso la Direzione delle previsioni.
Entrato nella Comunità dell'Emmanuele, è stato ordinato sacerdote il 23 giugno 1984 per l'arcidiocesi di Parigi. Il suo ministero sacerdotale si è diviso quindi tra l'impegno nell'arcidiocesi di Parigi e nella Comunità.
Nel 1984 è stato cappellano del liceo Stanislas di Parigi, poi vicario della parrocchia di Sainte-Marie-des-Batignolles nel XVII arrondissement di Parigi nel 1985, prima di essere, dal 1986 al 1988, superiore dei cappellani di Paray-le-Monial, diventando quindi sacerdote accompagnatore dei seminaristi e dei sacerdoti dell'Emmanuele dal 1988 al 1995. Dal 1995 alla nomina episcopale è stato parroco della chiesa della Sainte-Trinité a Parigi.

### Ministero episcopale
Il 16 maggio 2000 papa Giovanni Paolo II lo ha nomino vescovo di Fréjus-Tolone. Ha ricevuto la consacrazione episcopale il 17 settembre successivo dalle mani del cardinale Jean-Marie Lustiger, arcivescovo metropolita di Parigi, co-consacranti Bernard Panafieu, arcivescovo metropolita di Marsiglia, e il vescovo Joseph Madec, suo predecessore a Fréjus-Tolone.
Nell'ambito della Conferenza episcopale di Francia è membro della Commissione per la missione universale della Chiesa.
Nel 2012 è stato nominato da papa Benedetto XVI membro del Sinodo romano sulla Nuova evangelizzazione ed è eletto relatore di una delle commissioni francofone.
Il 6 febbraio 2014 papa Francesco lo ha nominato consultore del Pontificio consiglio per i laici.
Nel maggio 2022, a seguito di una missione ispettiva, guidata da Jean-Marc Aveline, arcivescovo di Marsiglia, la Santa Sede ha deciso di sospendere l'ordinazione di quattro sacerdoti e diaconi nella diocesi di Fréjus-Tolone.
Il padre australiano Alcuin Reid è il priore e capo del monastero di Saint-Benoît di Brignoles, composto da membri tradizionalisti. Reid è stato ordinato sacerdote, fuori dalla Francia e senza autorizzazione, nell'aprile 2022. Rey ha pertanto sospeso Reid e, il 10 giugno 2022, ha soppresso l'associazione pubblica dei fedeli del monastero di Saint-Benoît.
Nel febbraio 2023, messa in discussione la sua amministrazione, viene annunciata una visita apostolica, promossa da papa Francesco, nella diocesi, guidata dall'arcivescovo di Digione Antoine Hérouard e da Joël Mercier, già segretario della Congregazione per il clero. Successivamente viene nominato vescovo coadiutore di Fréjus-Tolone François Touvet, mentre Rey resta responsabile dell'educazione cattolica.
Il 7 gennaio 2025 papa Francesco ha accolto la sua rinuncia al governo pastorale della diocesi di Fréjus-Tolone; gli è succeduto il vescovo coadiutore François Touvet.

## Posizioni politiche
Nel 2009 il sito cattolico Golias lo descriveva come vicino ai tradizionalisti, mentre per Le Canard enchaîné, un settimanale satirico, Rey è un "vescovo fondamentalista, vicino all'estrema destra identitaria e sconfessato da papa Francesco".

## Genealogia episcopale
La genealogia episcopale è:
- Cardinale Scipione Rebiba
- Cardinale Giulio Antonio Santori
- Cardinale Girolamo Bernerio, O.P.
- Arcivescovo Galeazzo Sanvitale
- Cardinale Ludovico Ludovisi
- Cardinale Luigi Caetani
- Cardinale Ulderico Carpegna
- Cardinale Paluzzo Paluzzi Altieri degli Albertoni
- Papa Benedetto XIII
- Papa Benedetto XIV
- Papa Clemente XIII
- Cardinale Marcantonio Colonna
- Cardinale Giacinto Sigismondo Gerdil, B.
- Cardinale Giulio Maria della Somaglia
- Cardinale Carlo Odescalchi, S.I.
- Vescovo Eugène de Mazenod, O.M.I.
- Cardinale Joseph Hippolyte Guibert, O.M.I.
- Cardinale François-Marie-Benjamin Richard
- Vescovo Marie-Prosper-Adolphe de Bonfils
- Cardinale Louis-Ernest Dubois
- Cardinale Georges-François-Xavier-Marie Grente
- Arcivescovo Marcel-Marie-Henri-Paul Dubois
- Cardinale François Marty
- Cardinale Jean-Marie Lustiger
- Vescovo Dominique Jean Marie Rey, Comm. l'Emm.